# Ippy
Ippy este un oraș din Republica Centrafricană.